# Боксит (футбольний клуб)
«Боксит» (серб. «Фудбалски клуб Боксит») — професіональний боснійський футбольний клуб з міста Міличі (Республіка Сербська). Заснований 1972 року. Домашні матчі проводить на стадіоні «Супач Полє».

## Історія
«Боксит» був заснований індустріальною компанією з видобування бокситів «Боксит» (серб. «Боксит»).
Клуб двічі виграв Першу лігу Республіки Сербської: у сезонах 1995–1996 та 1999–2000, а 1998 року був фіналістом кубка Республіки Сербської.

## Досягнення
- Чемпіон Першої ліги Республіки Сербської:

1995–1996, 1999–2000